# 沙霍夫斯卡亚
沙霍夫斯卡亚（羅馬化：Shakhovskaya）是俄罗斯莫斯科州的市级镇、州辖市级镇沙霍夫斯卡亚镇（城市区）的行政中心，地处莫斯科州西部，位于州府莫斯科西偏北方，靠近莫斯科州与特维尔州的州界。M9公路（波罗的海公路）经过该镇北侧。
该地2021年人口有10,424人；2010年人口10,728；2002年人口10,439；1989年人口10,393。